# Forbundsregering (Østrig)
Østrigs forbundsregering er efter forbundspræsidenten et af Østrigs øverste organer af statsforvaltningen. Dens medlemmer består af forbundskansleren, vicekansleren og de øvrige forbundsministre. Det østrigske navn for regeringen er Bundesregierung, hvilket ikke må forveksles med Landesregierung, der er betegnelse for de 9 forbundslandes regeringer.
Den østrigske forbundskansler er leder af forbundskanslerministeriet og formand for forbundsregeringen. Som regeringens primus inter pares (førstemand bland ligemænd) kan han fremsætte forslag om udnævnelse og afsked af de øvrige ministre, men forbundskansleren kan ikke selv effektuere det, da det formelt er forbundspræsidenten, der foretager udnævnelse eller afsked efter indstilling fra forbundskansleren.
Sammen med forbundskansleren er forbundsministrene også en del af den øverste statsforvaltnings organer, og de er ansvarlige for deres respektive resortområder. Til at understøtte de ministeriale forretninger kan forbundsministrene have statssekretærer, der fungerer som hjælpeorgan for ministeren og er underlagt ministerens beføjelser.

## Aktuel forbundsregering
Østrigs nuværende regering står under ledelse af forbundskansler Werner Faymann (SPÖ) og blev udnævnt den 16. december 2013 af forbundspræsident Heinz Fischer.
| Forbundsministerium                         | Minister                                                              | Parti                          | Statssekretær                             |
| Forbundskanslerministerium                  | Werner Faymann (Forbundskansler), Josef Ostermayer (Forbundsminister) | SPÖ                            |                                           |
| Finans                                      | Michael Spindelegger (Vicekansler)                                    | ÖVP                            | Sonja Steßl (SPÖ), Jochen Danninger, ÖVP; |
| Europæiske og internationale forhold        | Sebastian Kurz                                                        | ÖVP                            |                                           |
| Uden portefølje (planlagt: Familie og unge) | Sophie Karmasin                                                       | udenfor parti (udpeget af ÖVP) |                                           |
| Sundhed                                     | Alois Stöger                                                          | SPÖ                            |                                           |
| Indre anliggender                           | Johanna Mikl-Leitner                                                  | ÖVP                            |                                           |
| Justits                                     | Wolfgang Brandstetter                                                 | udenfor parti (udpeget af ÖVP) |                                           |
| Forsvar og sport                            | Gerald Klug                                                           | SPÖ                            |                                           |
| Land- og skovbrug, miljø og vand            | Andrä Rupprechter                                                     | ÖVP                            |                                           |
| Arbejde, Social og Forbrugerbeskyttelse     | Rudolf Hundstorfer                                                    | SPÖ                            |                                           |
| Undervisning, kunst og kultur               | Gabriele Heinisch-Hosek                                               | SPÖ                            |                                           |
| Trafik, innovation og teknologi             | Doris Bures                                                           | SPÖ                            |                                           |
| Erhverv, videnskab og forskning             | Reinhold Mitterlehner                                                 | ÖVP                            |                                           |

## Regeringer siden 1945
| Anden Republiks forbundsregeringer |                   |                    |                              |                 |
| Regering                           | Start             | Valgdag            | Regeringsdannelsens varighed | Koalition/Parti |
| Regering Renner                    | 27. april 1945    | -                  | -                            | ÖVP - SPÖ - KPÖ |
| Regering Figl I                    | 20. december 1945 | 25. november 1945  | 25 dage                      | ÖVP - SPÖ       |
| Regering Figl II                   | 08. november 1949 | 09. oktober 1949   | 30 dage                      | ÖVP - SPÖ       |
| Regering Figl III                  | 28. oktober 1952  | -                  | -                            | ÖVP - SPÖ       |
| Regering Raab I                    | 02. april 1953    | 22. Februar 1953   | 39 dage                      | ÖVP - SPÖ       |
| Regering Raab II                   | 29. juni 1956     | 13. maj 1956       | 47 dage                      | ÖVP - SPÖ       |
| Regering Raab III                  | 16. juli 1959     | 10. maj 1959       | 67 dage                      | ÖVP - SPÖ       |
| Regering Raab IV                   | 03. november 1960 | -                  | -                            | ÖVP - SPÖ       |
| Regering Gorbach I                 | 11. april 1961    | -                  | -                            | ÖVP - SPÖ       |
| Regering Gorbach II                | 27. marts 1963    | 18. november 1962  | 129 dage                     | ÖVP - SPÖ       |
| Regering Klaus I                   | 02. april 1964    | -                  | -                            | ÖVP - SPÖ       |
| Regering Klaus II                  | 19. april 1966    | 06. marts 1966     | 44 dage                      | ÖVP             |
| Regering Kreisky I                 | 21. april 1970    | 01. marts 1970     | 51 dage                      | SPÖ             |
| Regering Kreisky II                | 04. november 1971 | 10. oktober 1971   | 25 dage                      | SPÖ             |
| Regering Kreisky III               | 28. oktober 1975  | 05. oktober 1975   | 23 dage                      | SPÖ             |
| Regering Kreisky IV                | 05. juni 1979     | 06. maj 1979       | 30 dage                      | SPÖ             |
| Regering Sinowatz                  | 24. maj 1983      | 24. april 1983     | 30 dage                      | SPÖ - FPÖ       |
| Regering Vranitzky I               | 16. juni 1986     | -                  | -                            | SPÖ - FPÖ       |
| Regering Vranitzky II              | 21. januar 1987   | 23. november 1986  | 59 dage                      | SPÖ - ÖVP       |
| Regering Vranitzky III             | 17. december 1990 | 07. oktober 1990   | 71 dage                      | SPÖ - ÖVP       |
| Regering Vranitzky IV              | 29. november 1994 | 09. oktober 1994   | 50 dage                      | SPÖ - ÖVP       |
| Regering Vranitzky V               | 12. marts 1996    | 17. december 1995  | 85 dage                      | SPÖ - ÖVP       |
| Regering Klima                     | 28. januar 1997   | -                  | -                            | SPÖ - ÖVP       |
| Regering Schüssel I                | 04. februar 2000  | 03. oktober 1999   | 124 dage                     | FPÖ - ÖVP       |
| Regering Schüssel II *             | 28. februar 2003  | 24. november 2002  | 96 dage                      | ÖVP - FPÖ/BZÖ   |
| Regering Gusenbauer                | 11. januar 2007   | 01. oktober 2006   | 102 dage                     | SPÖ - ÖVP       |
| Regering Faymann I                 | 2. december 2008  | 28. september 2008 | 56 dage                      | SPÖ - ÖVP       |
| Regering Faymann II                | 16. december 2013 | 29. september 2013 | 78 dage                      | SPÖ - ÖVP       |

* Ifølge officielle oplysninger fra kanslerministeriet blev ÖVP-FPÖ-koalition den 17. April 2005 til en ÖVP-BZÖ-Koalition.